# فرودگاه اسکارشمن
فرودگاه اسکارشمن (به انگلیسی: Oskarshamn Airport) (به زبان بومی: Oskarshamn flygplats) یک فرودگاه همگانی با کد یاتا OSK است که یک باند فرود آسفالت دارد و طول باند آن ۱۵۰۰ متر است. این فرودگاه در کشور سوئد قرار دارد و در ارتفاع ۲۹ متری از سطح دریا واقع شده است.